# Zhang Yanru
Zhang Yanru (10 de janeiro de 1987) é uma futebolista chinesa que atua como goleira.

## Carreira
Zhang Yanru integrou o elenco da Seleção Chinesa de Futebol Feminino, nas Olimpíadas de 2008. 